# Ураков, Эдуард Семёнович
Эдуард Семёнович Ураков (6 февраля 1941, Омск, РСФСР — 21 ноября 2014, Омск, Российская Федерация) — советский и российский театральный актёр, режиссёр и телеведущий детских передач, заслуженный артист РСФСР (1987).

## Биография
С 1958 г. артист Омского государственного театра кукол (ныне — Омский государственный театр куклы, актёра, маски «Арлекин»). Многие годы был ведущим актером театра. Владел перчаточными, тростевыми, теневыми, планшетными куклами, марионетками. Являлся режиссёром, заведующим художественно-постановочной частью театра. Артистом было сыграно около 150 ролей, поставлено 8 спектаклей.
Преподавал в Омском областном колледже культуры и искусства.
Многие годы был ведущим популярных детских телепередач Омского телевидения «Про театр, про кукол, про сказки», «Баюшки», «У Лукоморья».
Похоронен на Старо-Северном мемориальном кладбище города Омска.

## Семья
Первая жена (1964—2001) — Эмира Уракова (1936—2001), заслуженная артистка РСФСР. Двое детей.
Вторая жена — Ирина Чижкова (Уракова), художник Омского государственного театр куклы, актёра, маски «Арлекин».

## Театральные работы
- Волк («Золотой цыпленок» В. Орлова)
- Карабас Барабас и Папа Карло («Золотой ключик, или Приключения Буратино» Е. Борисовой)
- Бахус и Мидас («Прелестная Галатея» С. Дарваша и Б. Гадора)
- Змей Горыныч и Мудрец («До третьих петухов» В. Шукшина)
- Петер («Холодное сердце» Ю. Коринец)
- Рогдай и Черномор («Руслан и Людмила» А. Пушкина)
- Черт Карбарун («Чертова Мельница»)
- Ёж, Медведь и Петушок («Теремок»)
- Страфорель («Романтики»)
- Моноспектакль «Еврейское счастье»
- Пак («Три поросёнка»)
- Арлекин («Пушок-волшебник»)
- Шимен («Заколдованный портной» Ю. Сидорова)
- Главный Поганец («Сказ про слово сильное, звезду алую, барабаны громкие» А. Антокольского)
- Рассказчик («Сказ про коша Бессмертного, Красу ненаглядную да Ваньку-царевича, или Сказки про Ваню»)
- Главная ведьма, ворон Абрахас, возчик («Маленькая Баба-Яга» Ю. Коринеца)
- Ау («Жуткий господин Ау» Х. Мякеля)
- Столяр Лука («Каштанка» А. П. Чехова)
- Хао-Чан («Маски жизни и смерти» А. Сорокина)
- Крыса-дворник, Кот, Крысоид, Паук («Подземный король, или Крыса-дворник» Т. Мокроусовой, В. Бердичевского)
- Бог Помощи, Финиск, Лампадион («Шкатулка» Плавта)
- Бравый Чех («Оболганные и забытые» Л. Флаума)
- Иеремия Морлендер и генерал Гибгельд («Месс-Менд»)
- Умелец народный-певец благородный («По щучьему велению»)
- Поэт («Как говорят французы…»)
- Мош Терпин («Роза и паук»)
- Оскар («Синяя Борода»)
- Ведущий («Урфин»)
- «Песнь о Гайавате» Г. Лонгфелло

Режиссёр-постановщик
- «Опасная сказка» И. Демченко (1999)
- «Калиф-аист» В. Гауфа (2002)
- «Путаница» К. Чуковского (2007)
- «Сказка о глупом мышонке» С. Маршака (2011)
- «Северная сказка» М. Супонева
- «Машенька и медведь»
- «Колобок»

## Награды и звания
Заслуженный артист РСФСР (1987).
Награждён медалью «За трудовую доблесть» (1981 г.), лауреат премий Администрации Омской области за заслуги в развитии культуры и искусства (1994 и 2000 г.), премии «За творческие достижения в искусстве кукольного театра» (1999 г.), премии «За честь и достоинство» II регионального фестиваля театров кукол (2002 г.), премии «Легенда омской сцены» (2003 г.).